# Звернення громадян
Зве́рнення громадя́н — викладені в письмовій або усній формі пропозиції (зауваження), заяви (клопотання) і скарги.

## Право на звернення
Громадяни України мають право звернутися до органів державної влади, місцевого самоврядування, об'єднань громадян, підприємств, установ, організацій незалежно від форм власності, засобів масової інформації, посадових осіб відповідно до їх функціональних обов'язків із зауваженнями, скаргами та пропозиціями, що стосуються їх статутної діяльності, заявою або клопотанням щодо реалізації своїх соціально-економічних, політичних та особистих прав і законних інтересів та скаргою про їх порушення.
Стаття 40 Конституції України усім громадянам України надає право направляти індивідуальні чи колективні письмові звернення або особисто звертатися до органів державної влади, органів місцевого самоврядування та посадових і службових осіб цих органів, які зобов'язані розглянути звернення і дати обґрунтовану відповідь у встановлений законом строк.
Право на звернення забезпечує громадянам можливість обстоювання своїх прав і законних інтересів та відновлення їх у разі порушення, участі в управлінні державними і громадськими справами та впливу на поліпшення роботи органів державної влади і місцевого самоврядування, установ, підприємств, організацій.

### Законодавче регулювання права на звернення
Питання практичної реалізації громадянами свого права на звернення регулюються:
- Законом України від 2 жовтня 1996 р. «Про звернення громадян»[1],
- Указом Президента України від 7 лютого 2008 року. N 109/2008 «Про першочергові заходи щодо забезпечення реалізації та гарантування конституційного права на звернення до органів державної влади та органів місцевого самоврядування»[2]
- «Інструкцією з діловодства за зверненнями громадян в органах державної влади і місцевого самоврядування, об'єднаннях громадян, на підприємствах, в установах, організаціях незалежно від форм власності, в засобах масової інформації», затвердженою Постановою Кабінету Міністрів N 348 від 14 квітня 1997 р.[3]

## Значення звернень громадян
Звернення громадян до органів державної влади та органів місцевого самоврядування мають важливе значення у забезпеченні постійного зв'язку між державою та громадянином, у вирішенні життєво важливих проблем окремої людини і суспільства в цілому, і реалізації конституційних прав і свобод людини і громадянина, в процесі побудови демократичної, соціальної, правової держави.

## Вимоги до звернення
Звернення адресуються тим органам державної влади і місцевого самоврядування, підприємствам, установам, організаціям незалежно від форм власності, об'єднанням громадян або посадовим особам, до повноважень яких належить вирішення порушених у зверненнях питань.
У зверненні має бути зазначено прізвище, ім'я, по батькові, місце проживання громадянина, викладено суть порушеного питання, зауваження, пропозиції, заяви чи скарги, прохання чи вимоги.
Письмове звернення повинно бути підписано заявником (заявниками) із зазначенням дати.
Звернення, оформлене без дотримання цих вимог, повертається заявникові з відповідними роз'ясненнями не пізніш як через десять днів від дня його надходження, крім певних випадків, передбачених Законом України від 2 жовтня 1996 р. «Про звернення громадян» [Архівовано 4 січня 2019 у Wayback Machine.].

### Типи звернень
- пропозиція (зауваження)
- заява (клопотання)
- скарга
- електронна петиція

### Форма звернення
Звернення може бути:
- усним (викладеним громадянином і записаним посадовою особою на особистому прийомі)
- письмовим, надісланим поштою або переданим громадянином до відповідного органу, установи особисто чи через уповноважену ним особу, якщо ці повноваження оформлені відповідно до чинного законодавства.

### Види звернень
Звернення може бути подано:
- окремою особою (індивідуальне);
- групою осіб (колективне).

### Мова звернення
Громадяни мають право звертатися до органів державної влади, місцевого самоврядування, підприємств, установ, організацій незалежно від форм власності, об'єднань громадян, посадових осіб українською чи іншою мовою, прийнятною для сторін.

## Порядок розгляду звернень громадян
Органи державної влади і місцевого самоврядування, підприємства, установи, організації незалежно від форм власності, об'єднання громадян, посадові особи зобов'язані розглянути пропозиції (зауваження) та повідомити громадянина про результати розгляду.
Органи державної влади, місцевого самоврядування та їх посадові особи, керівники та посадові особи підприємств, установ, організацій незалежно від форм власності, об'єднань громадян, до повноважень яких належить розгляд заяв (клопотань), зобов'язані об'єктивно і вчасно розглядати їх, перевіряти викладені в них факти, приймати рішення відповідно до чинного законодавства і забезпечувати їх виконання, повідомляти громадян про наслідки розгляду заяв (клопотань).
Звернення розглядаються і вирішуються у термін не більше одного місяця від дня їх надходження, а ті, які не потребують додаткового вивчення, — невідкладно, але не пізніше п'ятнадцяти днів від дня їх отримання. Якщо в місячний термін вирішити порушені у зверненні питання неможливо, керівник відповідного органу, підприємства, установи, організації або його заступник встановлюють необхідний термін для його розгляду, про що повідомляється особі, яка подала звернення. При цьому загальний термін вирішення питань, порушених у зверненні, не може перевищувати сорока п'яти днів.

## Заборона відмови в прийнятті та розгляді звернення
Звернення, оформлені належним чином і подані у встановленому порядку, підлягають обов'язковому прийняттю та розгляду.
Забороняється відмова в прийнятті та розгляді звернення з посиланням на політичні погляди, партійну належність, стать, вік, віросповідання, національність громадянина, незнання мови звернення.